# Angelus Rumpler
Angelus Rumpler (* um 1460/62 in Vornbach bei Passau; † 6. März 1513) war ein christlicher Gelehrter, Geschichtsschreiber und Abt des Klosters Vornbach.